# Reinhilt Schneider
Reinhilt Schneider (* 25. August 1946 in Hamburg) ist eine deutsche Schauspielerin, Hörspiel- und Synchronsprecherin.

## Berufliche Stationen
Sie lieh ihre Stimme der Jenni aus Hanni und Nanni, der Schrumpelmei, der Tochter von Hexe Schrumpeldei, der Ulla in dem EUROPA-Gruselhörspiel Das Gespenst vom Schloßhotel (später als Das Schloß des Grauens nochmals veröffentlicht) und Scarlet O’Hara/Salvia in der Anime-Serie Wedding Peach, Fernsehserie Knight Rider (S01E06 Minister auf Abwegen). Es folgten weitere Hörspielproduktionen, auf denen sie Gastauftritte hat wie z. B. bei den Drei ???, Burg Schreckenstein, TKKG, Bummi und Larry Brent.
Darüber hinaus übernahm sie in der Hörspielserie Die Schwarze Sonne von 2007 an die Rolle der Elisabeth Báthory, die sich hinter dem Decknamen Arabella March verbirgt.
Seit 2010 gehört sie zum wiederkehrenden Ensemble von Titania Medien. Ihre erste Rolle hatte sie dort in der Folge 46 der Reihe Gruselkabinett.
Reinhilt Schneider spielte in Die Unverbesserlichen die Rolle der Dagmar, die mit Rudi Scholz (gespielt von Gernot Endemann) eine Tochter hat. Sie wirkte in weiteren Fernsehproduktionen mit, unter anderem in der Tatort-Folge AE612 ohne Landeerlaubnis (1971). Im vierten Teil der Hörspiel-Parodie-Serie Die Ferienbande, Die Ferienbande und das bumsfidele Geisterschiff (2008), trat sie als Gastsprecherin auf. Außerdem sprach sie in dem 1994 bei PolyGram erschienenen Kinder-Trick-Film Ali Baba die Frau von Ali Baba.
2020 sprach sie im Hörspiel Die Schöne und das Biest von Regisseur Marc Gruppe die weibliche Hauptrolle neben Jean Paul Baeck als Biest und Dagmar von Kurmin als gute Fee.
Seit 2021 übernimmt sie Hauptrollen in sämtlichen Folgen der Reihe Grimms Märchen von Titania Medien.

## Privatleben
Sie war mit Gernot Endemann (1942–2020) verheiratet, den sie bei den Dreharbeiten zu Die Unverbesserlichen kennenlernte und mit dem sie zwei Söhne hat. Ihr Sohn Jannik Endemann spricht bei Käpt’n Blaubär mit und übernahm ab Folge 30 die Stimme von Dick bei den Fünf Freunden. Ihr Sohn Till Endemann ist als Filmregisseur und Drehbuchautor tätig.

## Filmografie
- 1963: Eine dumme Sache – Party um Mitternacht
- 1963: Hafenpolizei – Die Party
- 1969–1971: Die Unverbesserlichen als Dagmar
- 1971: Tatort – AE612 ohne Landeerlaubnis
- 1973: Hamburg Transit – Die Postlady
- 1980: I. O. B. – Spezialauftrag – Giftiger Kaffee
- 1980: Vorsicht Falle!
- 1981: Tod eines Schülers – Die Lehrer